# Nigel Short
Nigel David Short, MBE (* 1. Juni 1965 in Leigh) ist ein englischer Schachgroßmeister. In der Schachweltmeisterschaft 1993 forderte er Garri Kasparow um den Titel des Schachweltmeisters heraus. Seit Oktober 2018 ist er einer der Vizepräsidenten der FIDE.

## Leben
Nigel Short nahm bereits mit zwölf Jahren an der Britischen Meisterschaft für Erwachsene teil und besiegte bei diesem Turnier den Landesmeister Jonathan Penrose. Mit fünfzehn wurde er Vizeweltmeister der Junioren hinter Garri Kasparow. Short wurde Nationalspieler und gewann 1983 das Turnier von Baku. 1984 erhielt er den Großmeistertitel. 1985 drang er bis ins Kandidatenturnier von Montpellier vor und belegte dort den geteilten 10. Platz.
1986 in Krefeld war er Zweiter hinter John Nunn bei der Ersten Offenen Deutschen Einzelmeisterschaft. 1986 und 1987 siegte er in Wijk aan Zee. 1988 gewann er in Amsterdam das Euwe-Memorial vor Kasparow. In der zweiten Runde der Kandidatenkämpfe 1988 in London unterlag er seinem Landsmann Jonathan Speelman.
Im Kandidatenturnier zur Schachweltmeisterschaft 1993 bezwang Short 1992 zunächst Jonathan Speelman und Boris Gelfand. Im Halbfinale schlug er überraschend Anatoli Karpow und beendete so die jahrelange Reihe von Weltmeisterschaftskämpfen (1984, 1985, 1986, 1987 und 1990) zwischen Kasparow und Karpow. 1993 siegte er im Kandidatenfinale über Jan Timman und erhielt damit das Recht, gegen Kasparow einen Wettkampf um die Schachweltmeisterschaft auszutragen.
Da beide nicht unter den Bedingungen der FIDE den Weltmeisterschaftskampf austragen wollten, disqualifizierte die FIDE beide Spieler und setzte eine „Ersatz“-Weltmeisterschaft an. Short und Kasparow gründeten daraufhin 1993 die Professional Chess Association (PCA), eine Konkurrenzorganisation zur FIDE, die zunächst die Schachweltmeisterschaft 1993 organisierte. Kasparow gewann durch ein 12,5:7,5 gegen Short. Nach der Ausrichtung der Schachweltmeisterschaft 1995 musste sich die PCA aus finanziellen Gründen wieder auflösen.
2004 gewann Short die Meisterschaft des Commonwealth, im September 2006 die Meisterschaft der Europäischen Union in Liverpool und im November 2006 in Mumbai abermals die Commonwealth-Meisterschaft. Er schrieb regelmäßige Schachkolumnen in englischen Tageszeitungen (September 2005 bis Oktober 2006 in The Guardian, vorher im Daily Telegraph).
Im Juli 2007 wurde vor der Ethik-Kommission der FIDE eine von Surab Asmaiparaschwili eingereichte Beschwerde gegen ihn verhandelt. Short hatte Asmaiparaschwili wegen seiner Rolle als Mitglied des Schiedsgerichts im WM-Kampf Kramnik gegen Topalow kritisiert. Die Kommission entschied, dass die Äußerungen Shorts im Wesentlichen vom Recht auf Meinungsfreiheit gedeckt seien, rügte ihn allerdings für die Verwendung des Wortes „Dunderhead“ (Dummkopf).
2008 gewann Short in Nagpur erneut die Commonwealth-Meisterschaft. Im Juni 2009 siegte er beim Sigeman-Turnier in Malmö, im August erzielte er mit 8 Punkten aus 10 Partien das beste Ergebnis beim Staunton-Memorial in London. Im September gewann er in Mukatschewo einen Wettkampf gegen Sachar Jefymenko mit 3,5:2,5 (+2 =3 −1).
Die Meisterschaft von Großbritannien gewann er 1984, 1987 und 1998.
Im Oktober 2018 wurde er zu einem der Vizepräsidenten der FIDE gewählt, nachdem er im Mai 2018 seine Präsidentschaftskandidatur angekündigt hatte.
Shorts aktuelle Elo-Zahl beträgt 2594, damit liegt er nicht mehr unter den 100 Besten der FIDE-Weltrangliste, ist aber immer noch der sechstbeste englische Spieler (Stand: November 2024).
Er ist mit einer Griechin verheiratet und hat zwei Kinder: eine Tochter (* 1991) und einen Sohn (* 1998).

## Mannschaftsschach

### Nationalmannschaft

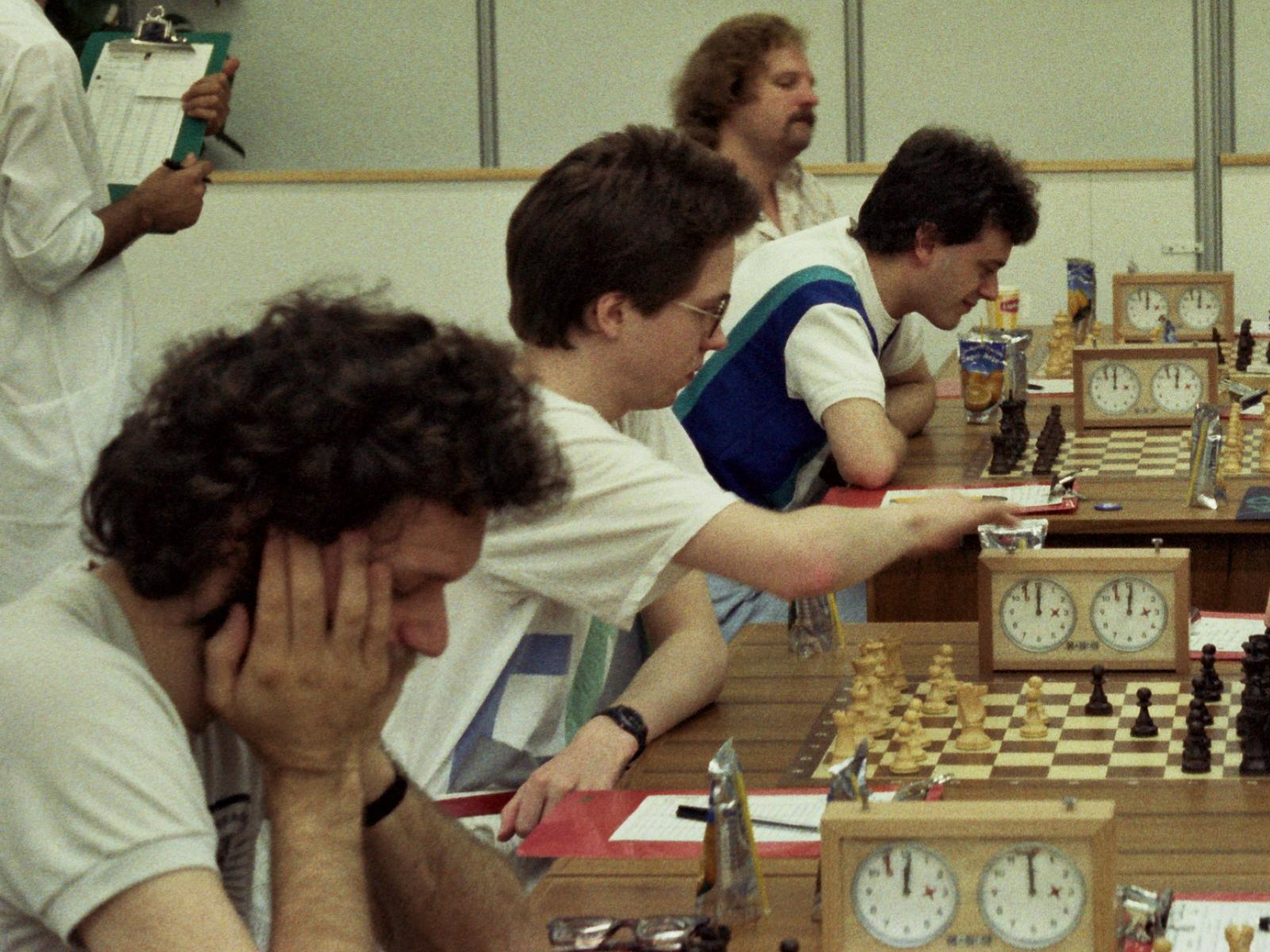
Jonathan Speelman, Nigel Short, John Nunn und Tony Miles, Schacholympiade 1986

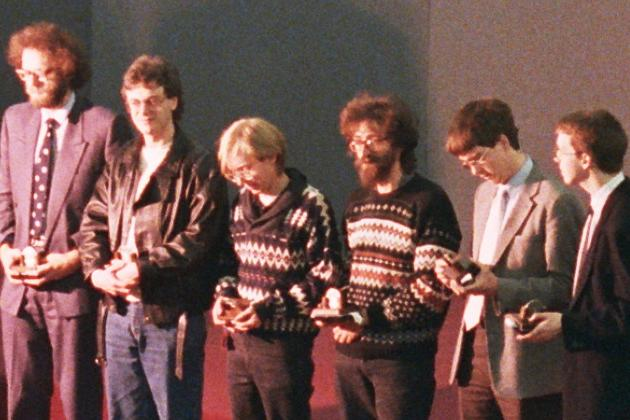
Jonathan Speelman, John Nunn, Murray Chandler, Jonathan Mestel, William Watson und Nigel Short gewannen 1988 die Silbermedaille bei der Schacholympiade in Thessaloniki.

Seit 1984 nahm er mit der englischen Mannschaft an 16 Schacholympiaden teil und erzielte dabei 99 Punkte aus 163 Partien. Mit der Mannschaft erreichte er 1984, 1986 und 1988 den zweiten Platz, 1986 gelang ihm außerdem das beste Einzelergebnis am dritten Brett (10 Punkte aus 13 Partien). Zwischen 1983 und 2013 nahm Short an sieben Mannschaftseuropameisterschaften teil, 1997 gewann er den Wettbewerb mit der englischen Mannschaft in Pula. 1985, 1989 und 1997 nahm Short mit der englischen Mannschaft an der Mannschaftsweltmeisterschaft teil, er erreichte 1985 und 1989 jeweils den dritten Platz.

### Vereinsschach
Nigel Short spielte in der britischen Four Nations Chess League (4NCL) von 1999 bis 2003 bei Wood Green, seit 2011 spielt er bei Guildford A&DC. Er gewann die 4NCL 2003, 2013, 2014, 2015 und 2016.
In der deutschen Schachbundesliga spielte Short in der Saison 1983/84 bei der SG Enger-Spenge, von 1985 bis 1988 und von 1990 bis 1992 bei der Schachgesellschaft Solingen, mit der er 1987 und 1988 deutscher Mannschaftsmeister wurde, und in der Saison 1998/99 beim SV Castrop-Rauxel. In der französischen Top 16 spielte Short in der Saison 2003/04 beim C.M.E.C. Monaco, die niederländische Meesterklasse gewann er 2013 mit En Passant Bunschoten-Spakenburg.
Die bosnische Premijer Liga gewann Short 2004 mit dem ŠK Bosna Sarajevo, mit dem er drei Jahre später Vizemeister wurde. In der spanischen Mannschaftsmeisterschaft spielte Short 2003 für CA Tiendas UPI Mancha Real und 2010 für Sestao XT.

## Partiebeispiel
In einer der am meisten Aufsehen erregenden Partien in der Geschichte des Schachs erzwang Short auf ganz ungewöhnliche Weise gegen Jan Timman den Sieg: Nigel Short führte die weißen Steine, der Niederländer Timman hatte Schwarz. Gespielt wurde die Partie 1991 beim Traditionsturnier im niederländischen Tilburg. Das Turnier gewann der damalige Weltmeister Garri Kasparow mit 1,5 Punkten Vorsprung auf Short, der alleiniger Zweiter (mit 8,5 aus 14) wurde.
1. e2–e4 Sg8–f6
Timman verteidigt sich mit der Aljechin-Verteidigung, die auf höchstem Niveau keinen sehr guten Ruf besitzt und nicht häufig vorkommt.
2. e4–e5 Sf6–d5 3. d2–d4 d7–d6 4. Sg1–f3 g7–g6 5. Lf1–c4 Sd5–b6 6. Lc4–b3 Lf8–g7 7. Dd1–e2
Andere hier gespielte Züge sind 7. a2–a4 und 7. Sf3–g5.
 7. … Sb8–c6 8. 0–0 0–0 9. h2–h3 a7–a5 10. a2–a4 d6xe5 11. d4xe5 Sc6–d4 12. Sf3xd4 Dd8xd4 13. Tf1–e1 e7–e6 14. Sb1–d2 Sb6–d5
Dieser Zug war bis dato unbekannt. In Shorts eigener Praxis begegnete er hier zuvor dem Zug 14. … Lc8–d7 (Short-Hennigan, Meisterschaft Großbritanniens 1987).
15. Sd2–f3 Dd4–c5 16. De2–e4! Dc5–b4! 17. Lb3–c4 Sd5–b6 18. b2–b3! Sb6xc4 19. b3xc4
Weiß verfügt gemäß Short in dieser Stellung über Vorteil.
19. … Tf8–e8 20. Te1–d1 Db4–c5 21. De4–h4 b7–b6 22. Lc1–e3! Dc5–c6
Vermutlich war 22. … Dc5–f8 besser.
23. Le3–h6 Lg7–h8 24. Td1–d8 Lc8–b7 25. Ta1–d1 Lh8–g7 26. Td8–d7!
Es ging nicht stattdessen 26. Lh6xg7?, wegen Ta8xd8
26. … Te8–f8
Weiß drohte auf verschiedene Antworten mit 27. Txf7!
27. Lh6xg7 Kg8xg7 28. Td1–d4
Eine interessante Möglichkeit war hier stattdessen 28. c4–c5!? b6xc5 29. Dh4–c4 Dc6–e4 30. Dc4xc5 De4xa4 31. Sf3–g5! Lb7–d5! 32. Dc5–e7! Kg7–g8 33. Td7xc7 mit Angriff.
28. … Ta8–e8 29. Dh4–f6+ Kg7–g8 30. h3–h4 h7–h5 31. Kg1–h2
Der schottische Großmeister Jonathan Rowson, der Short zu der Partie konsultierte, schreibt zu diesem Zug, dass Short sich eigentlich schlecht in Form gefühlt hatte und „die Partie bis dahin ungewöhnlich langsam“ spielte. „Hier machte er einfach einen nützlichen Zug, weil ihm nur noch zwei Minuten bis zur Zeitkontrolle im 40. Zug geblieben waren.“
31. … Te8–c8?
Der entscheidende Fehler. 31. … Lb7–c8 war der einzige Zug, den Schwarz spielen konnte, aber nach 32. g2–g4! h5xg4 33. Sf3–g5 g4–g3+! 34. f2xg3 Lc8–b7 35. Sg5–e4 (35. Df6–f1 gewinnt auch) 35. … Dc6xa4 36. h4–h5 Da4xc2+ 37. Se4–f2 g6xh5 38. Td4–d3 Lb7–e4 39. Td3–d2 Dc2–b1 40. Td2–d1 Db1–c2 41. Td7–d2 Dc2xc4 42. Td2–d4 steht Weiß gleichfalls auf Gewinn (Variante von Short angegeben). Möglich wäre auch (nach 31. … Lb7–c8) 32. Td7–e7! Te8xe7 33. Df6xe7 Lc8–b7 34. Kh2–g3 Dc6–c5 35. De7xc5! b6xc5 36. Td1–d7 mit deutlichem Vorteil, zum Beispiel 36. … Lb7xf3?! 37. Kg3xf3 Tf8–c8 38. Kf3–f4 Kg8–f8 39. f2–f3! (aber nicht 39. Kf4–g5? Kf8–e8 mit Ausgleich) 39. … Kf8–e8 40. Td7–d3 Td8–b8 41. Td3–b3! Tb8–b4 42. Tb3xb4 c5xb4 43. Kf4–g5 Ke8–e7 44. g2–g4 h5xg4 45. f3xg4 mit leichtem Gewinn.
|   | a | b | c | d | e | f | g | h |   |
| 8 |   |   |   |   |   |   |   |   | 8 |
| 7 |   |   |   |   |   |   |   |   | 7 |
| 6 |   |   |   |   |   |   |   |   | 6 |
| 5 |   |   |   |   |   |   |   |   | 5 |
| 4 |   |   |   |   |   |   |   |   | 4 |
| 3 |   |   |   |   |   |   |   |   | 3 |
| 2 |   |   |   |   |   |   |   |   | 2 |
| 1 |   |   |   |   |   |   |   |   | 1 |
|   | a | b | c | d | e | f | g | h |   |

32. Kh2–g3!!
Die Einleitung zum undeckbaren Matt! „Jetzt begann mir die Partie so richtig Spaß zu machen.“ (Short)
32. … Tc8–e8 33. Kg3–f4!
Schwarz kann bloß noch zusehen.
33. … Lb7–c8 34. Kf4–g5!
Timman gab hier auf. Auf 34. … Lc8xd7 folgt 35. Kg5–h6 und Weiß setzt im nächsten Zug mit Df6–g7 matt.
Spielt Schwarz 34. … Kg8–h7, so nimmt Weiß mit 35. Df6xg6+ den (dann ungedeckten) Bauern g6 (f7 ist gefesselt) und setzt wenige Züge später matt.
Ein Königsmarsch auf „vollem“ Brett, wie er zuvor nicht gesehen wurde. Der von Short entdeckte Gewinnweg ähnelt eher einer Studie als einer wirklich gespielten Turnierpartie. Die Partie gewann den Spezialpreis des Schachinformators als beste Partie des Schachinformators 53 (dies ist auch die Quelle für die verwendeten Anmerkungen).